# Moudon (district)
Het district Moudon (Frans: District de Moudon, Duits: Bezirk Moudon) was een bestuurlijke eenheid binnen het Zwitserse kanton Vaud. De hoofdplaats is Moudon. Het district is in de cirkels (Frans: cercle) Saint-Cierges, Moudon en Lucens opgesplitst.
Het district bestaat uit 32 gemeenten, heeft een oppervlakte van 119,61 km² en heeft 12.273 inwoners (eind 2003). Na het herindelen van de districten in het kanton Vaud zijn er 13 gemeenten naar het nieuwe district Gros-de-Vaud gegaan. De overige 20 gemeenten gingen naar het nieuwe district Broye-Vully.
| Brenles              | 165  | 3,85 |
| Chesalles-sur-Moudon | 161  | 1,65 |
| Cremin               | 54   | 1,63 |
| Curtilles            | 282  | 4,94 |
| Denezy               | 128  | 3,79 |
| Dompierre            | 250  | 3,22 |
| Forel-sur-Lucens     | 144  | 2,84 |
| Lovatens             | 149  | 3,45 |
| Lucens               | 2157 | 6,27 |
| Neyruz-sur-Moudon    | 135  | 3,52 |
| Oulens-sur-Lucens    | 51   | 1,59 |
| Prévonloup           | 122  | 1,84 |
| Sarzens              | 58   | 1,45 |
| Villars-le-Comte     | 129  | 4,22 |

| Bussy-sur-Moudon     | 191  | 3,09  |
| Chavannes-sur-Moudon | 205  | 5,15  |
| Hermenches           | 291  | 4,76  |
| Moudon               | 4308 | 15,68 |
| Rossenges            | 60   | 1,08  |
| Syens                | 141  | 2,53  |
| Vucherens            | 469  | 3,26  |

| Boulens               | 229 | 3,45 |
| Chapelle-sur-Moudon   | 340 | 4,63 |
| Correvon              | 98  | 2,24 |
| Martherenges          | 66  | 0,83 |
| Montaubion-Chardonney | 75  | 2,09 |
| Ogens                 | 256 | 3,41 |
| Peyres-Possens        | 128 | 1,91 |
| Saint-Cierges         | 435 | 6,44 |
| Sottens               | 220 | 4,53 |
| Thierrens             | 593 | 8,72 |
| Villars-Mendraz       | 183 | 1,55 |

Aigle · Broye-Vully · Gros-de-Vaud · Jura-Nord vaudois · Lausanne · Lavaux-Oron · Morges · Nyon · Ouest lausannois · Riviera-Pays-d'Enhaut

Voormalige districten: Aubonne · Avenches · Cossonay · Echallens · Grandson · La Vallée · Lavaux · Moudon · Orbe · Oron · Payerne · Pays-d'Enhaut · Rolle · Vevey · Yverdon